# 國家歷史博物館
國家歷史博物館（俄语：Государственный исторический музей）是俄羅斯的國家歷史博物館，位於莫斯科紅場和馴馬場廣場之間。展示自史前部落的文物到羅曼諾夫王朝成員獲得的無價藝術品及相關文物、文獻等物件。
國家歷史博物館目前所藏的館藏文物約500萬餘件，其中文獻資料約1400萬冊。紅場廳舍內的常設展覽僅佔總藏品的0.5% 每年參觀博物館的人數超過120萬人次。總員工由800多名員工組成。
目前，博物館協會單位也包含聖瓦西里大教堂、衛國戰爭中央博物館和羅曼諾夫宮。國家歷史博物館還在革命廣場設有展廳，在伊茲麥洛沃設有儲藏設施和修復中心。目前館方正於科蒙納爾卡鎮正在建設一個佔地12萬平方公尺的倉儲和展覽中心。
自1990年以來，國家歷史博物館作為紅場建築群的一部分被列入聯合國教科文組織世界遺產名錄。

## 历史
俄羅斯國家歷史博物館是在1872年，由伊萬·扎別林、阿列克謝·烏瓦羅夫和其他幾位對促進俄羅斯歷史和民族自我意識的斯拉夫派人士成立，用作展示現在俄羅斯領土範圍內有關歷史的展品，收藏的展品多達以百萬計。博物館前方設有朱可夫元帥雕像。博物館現在所在的廳舍過去曾是主要藥店（Principal Medicine Store）的所在地，是由彼得大帝下令以莫斯科巴洛克風格所建造的大型建築。
歷史博物館廳舍的建造，是由谢尔盖·米哈伊洛维奇·索洛维约夫、瓦西里·奥西波维奇·克柳切夫斯基、烏瓦羅夫和其他主要歷史學家組成的董事會所主持。經過長時間的競爭，建築最終移交給了弗拉基米爾·奧西波維奇·舍伍德設計。目前的建築結構，是根據舍伍德在1875年至1881年間採用新俄羅斯風格設計的定案。其館內11個展廳則是於1883年沙皇夫婦訪問期間正式開放。博物館的出現改變了莫斯科市中心的歷史面貌，使得新俄羅斯風格進一步更新城市，隨之而來的是莫斯科購物商場的建設。
1894年，沙皇亞歷山大三世成為該博物館的名譽館長，次年，即1895年，博物館更名為「沙皇亞歷山大三世俄羅斯帝國歷史博物館」。其內部由維克托·米哈伊洛維奇·瓦斯涅佐夫、亨利克·希米拉德斯基和伊凡·康斯坦丁诺维奇·艾瓦佐夫斯基等藝術家以俄羅斯復興風格精心裝飾。然而在蘇聯時期，壁畫被宣稱華而不實，並遭到刻意抹灰。

### 近代
自2007年春季以來，國家歷史博物館的40個展廳全部向公眾開放，博物館涵蓋了從古代到20世紀初的時期展覽，當年共有超過120萬人參觀。目前，國家歷史博物館也是俄羅斯研究、科學和教育的主要中心。該部門舉辦講座和研討會、實習，並在研究和修復活動中獲獎。
自2016年底開始，人們可以通過博物館官方網站上的虛擬導覽觀看展覽。每年，歷史博物館將會根據俄羅斯各地的藏品舉辦大約30-40個展覽項目。
從2020年3月到2020年7月，由於嚴重特殊傳染性肺炎疫情影響，博物館對公眾關閉。

## 外部連結
- State Historical Museum （英語）
- WorldWalk.info: State Historical Museum (Moscow) （英語）
- Virtual tour of the State Historical Museum （页面存档备份，存于） provided by Google Arts & Culture

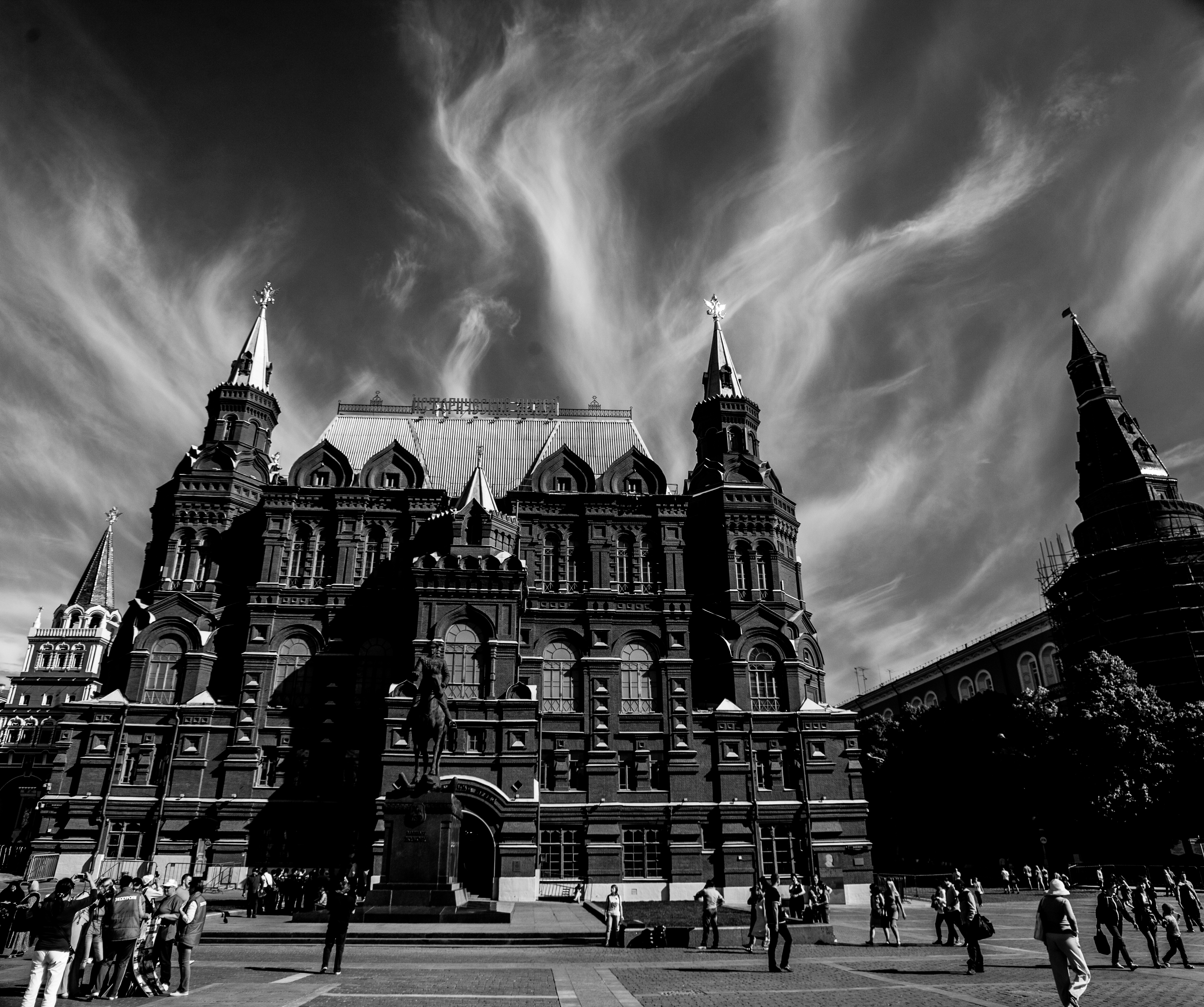
维基共享资源上的相關多媒體資源：國家歷史博物館
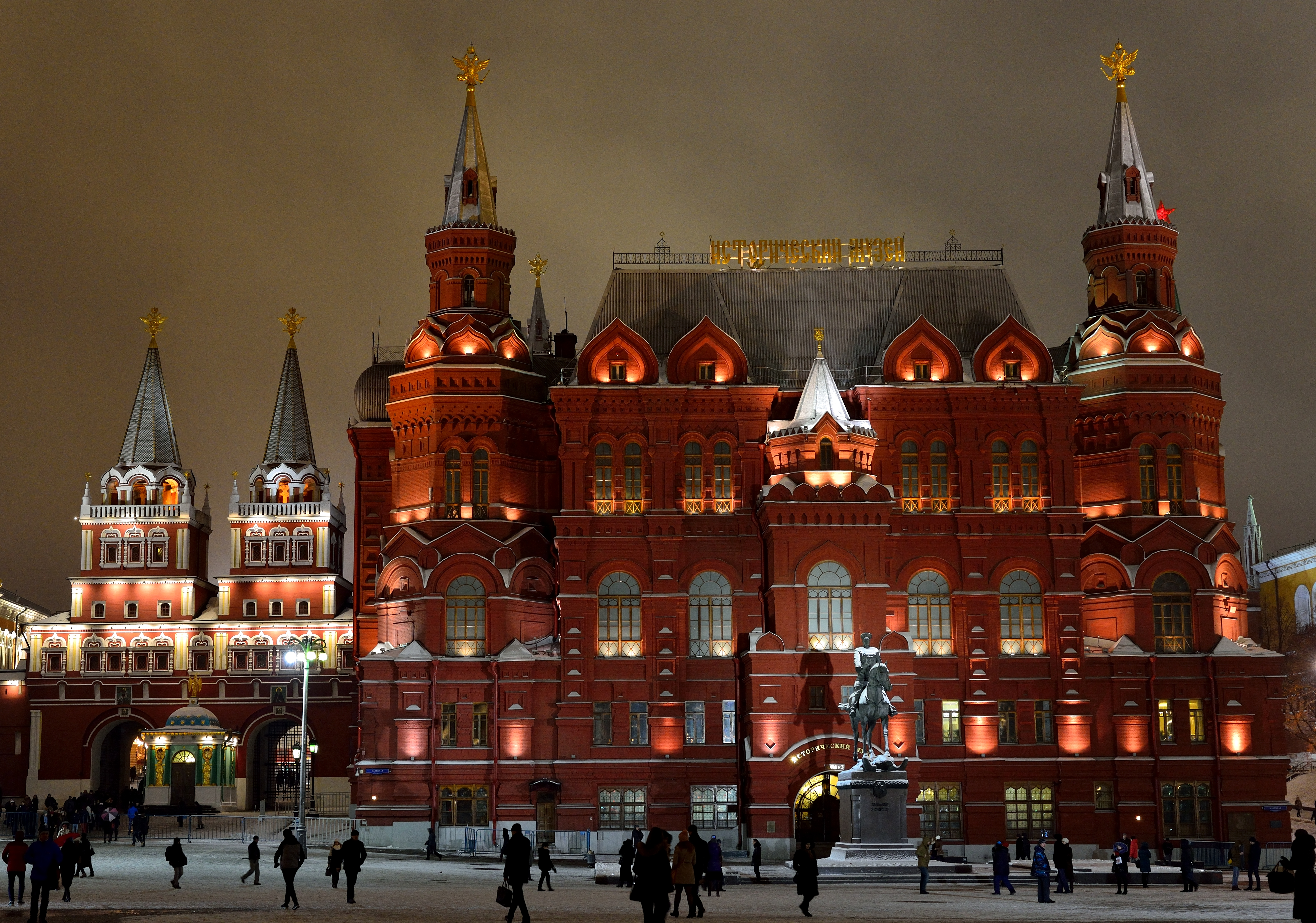
俄羅斯國家歷史博物館
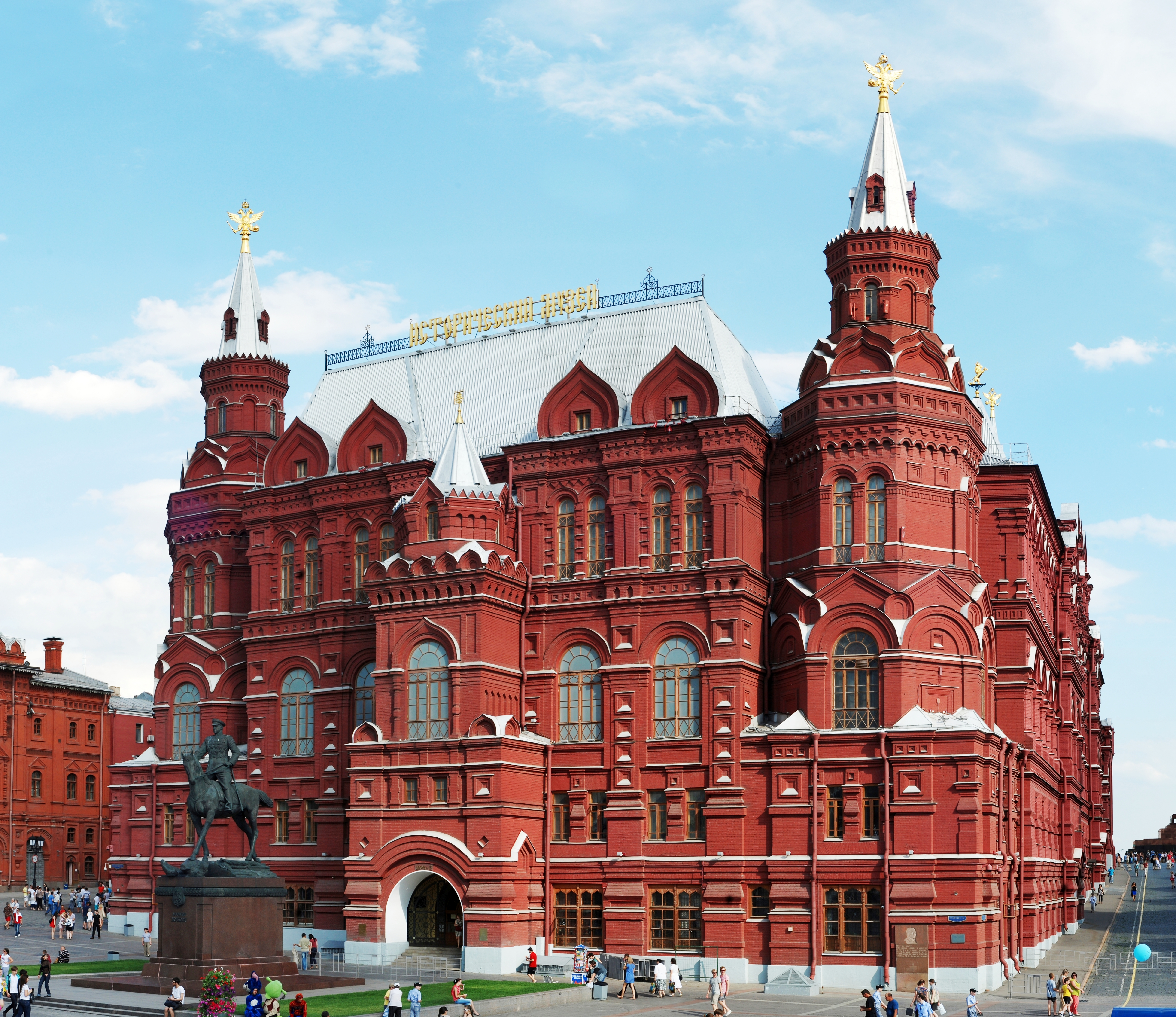
俄羅斯國家歷史博物館
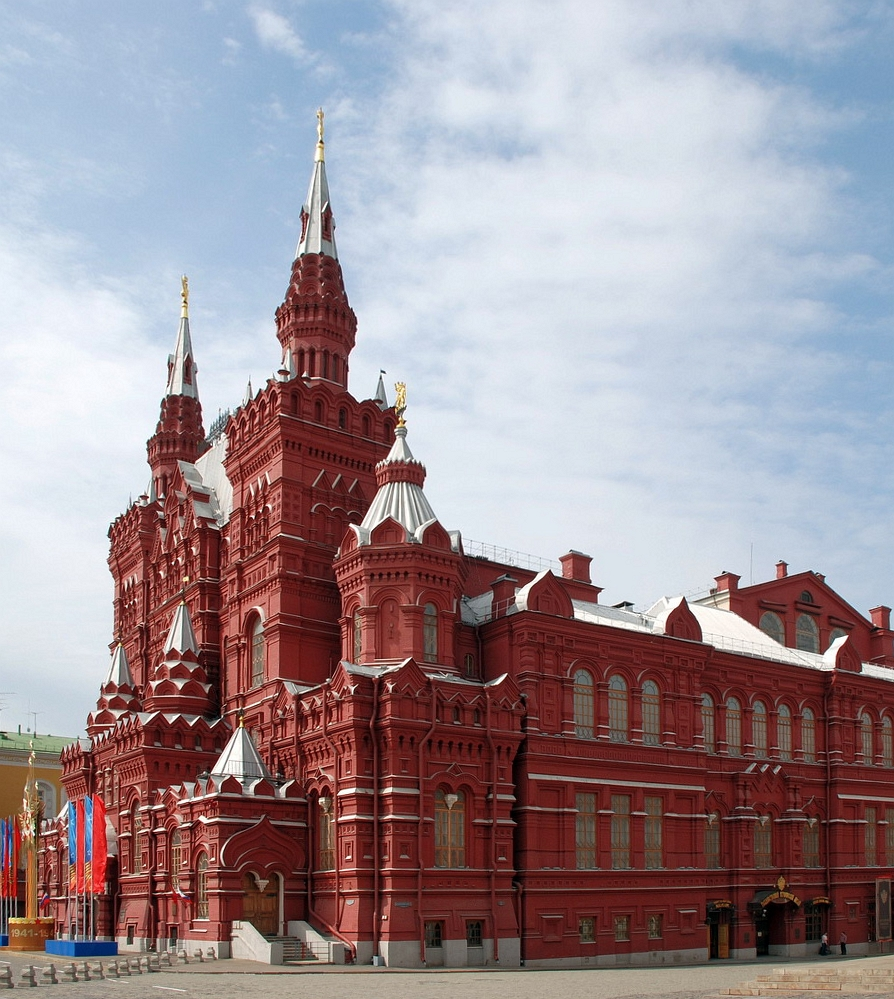
俄羅斯國家歷史博物館
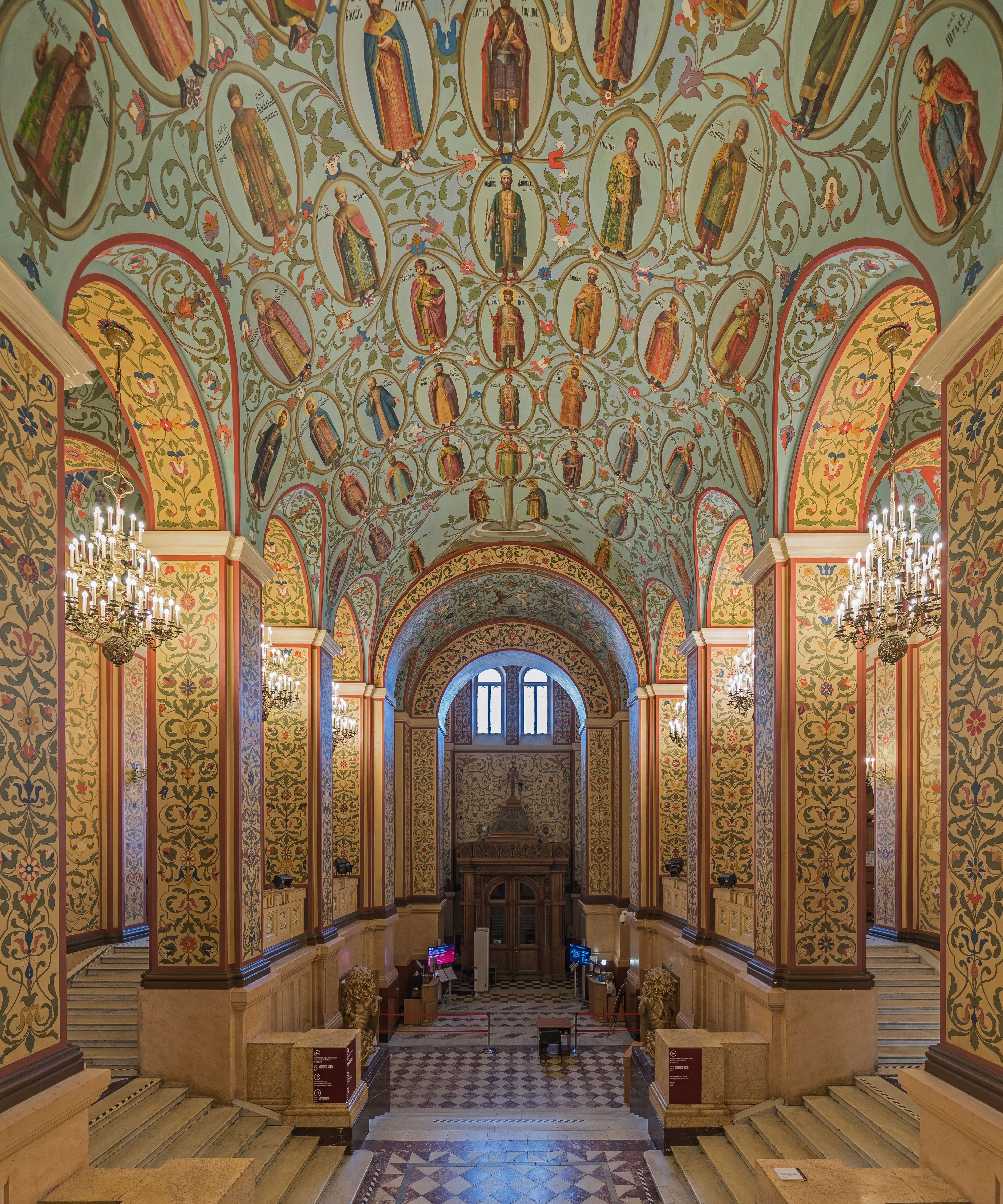
博物馆内部
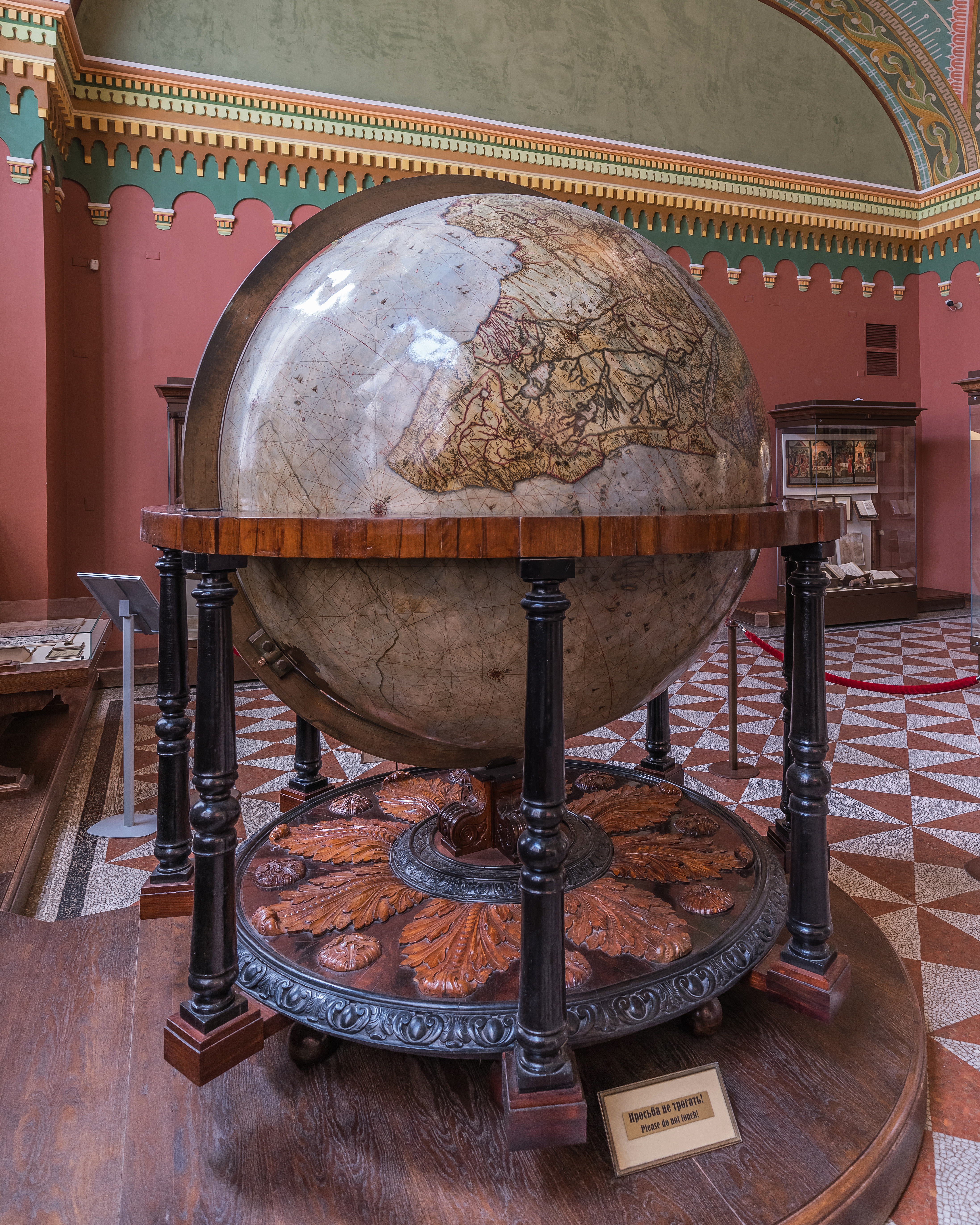
藏品
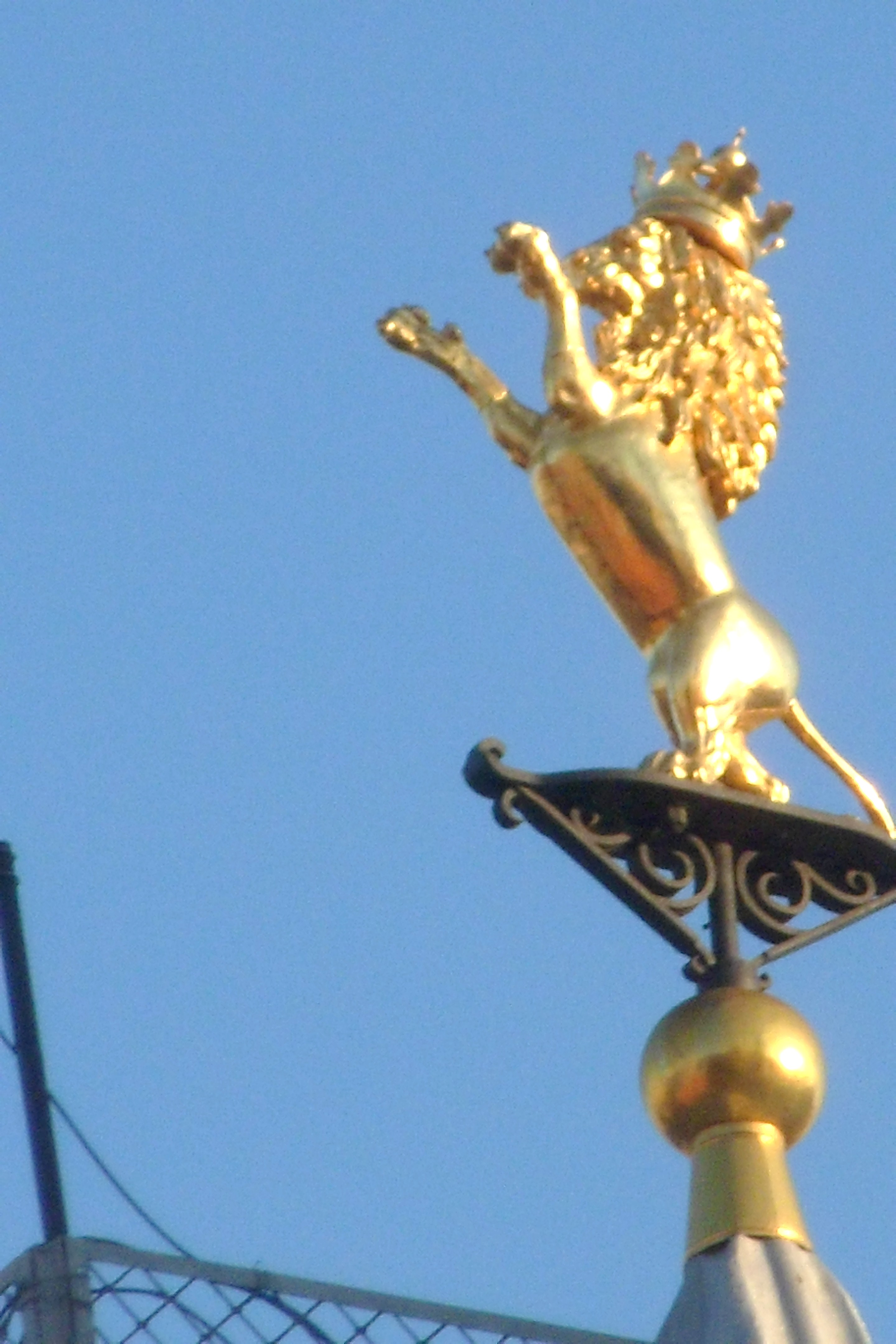
雕像
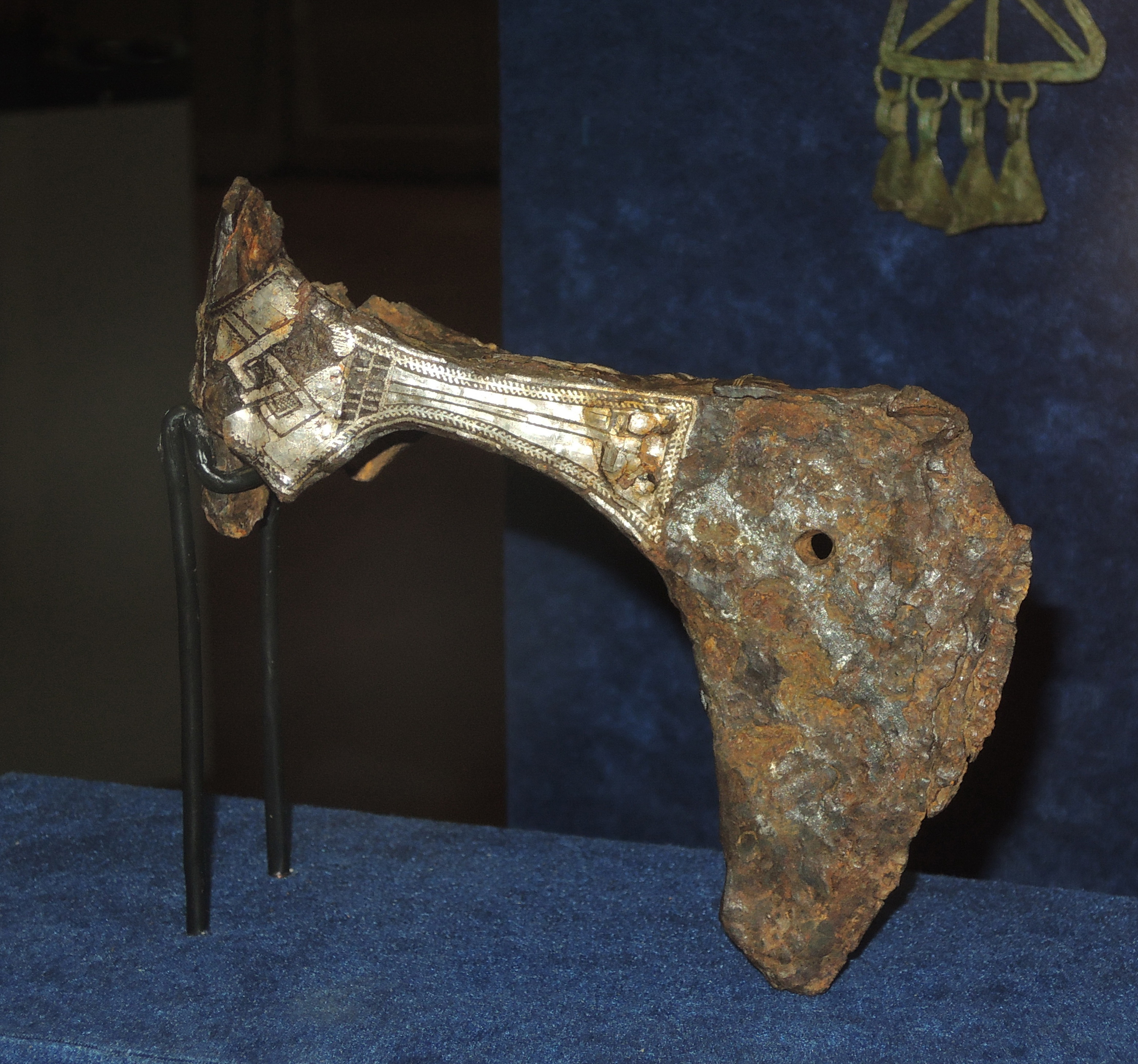
藏品
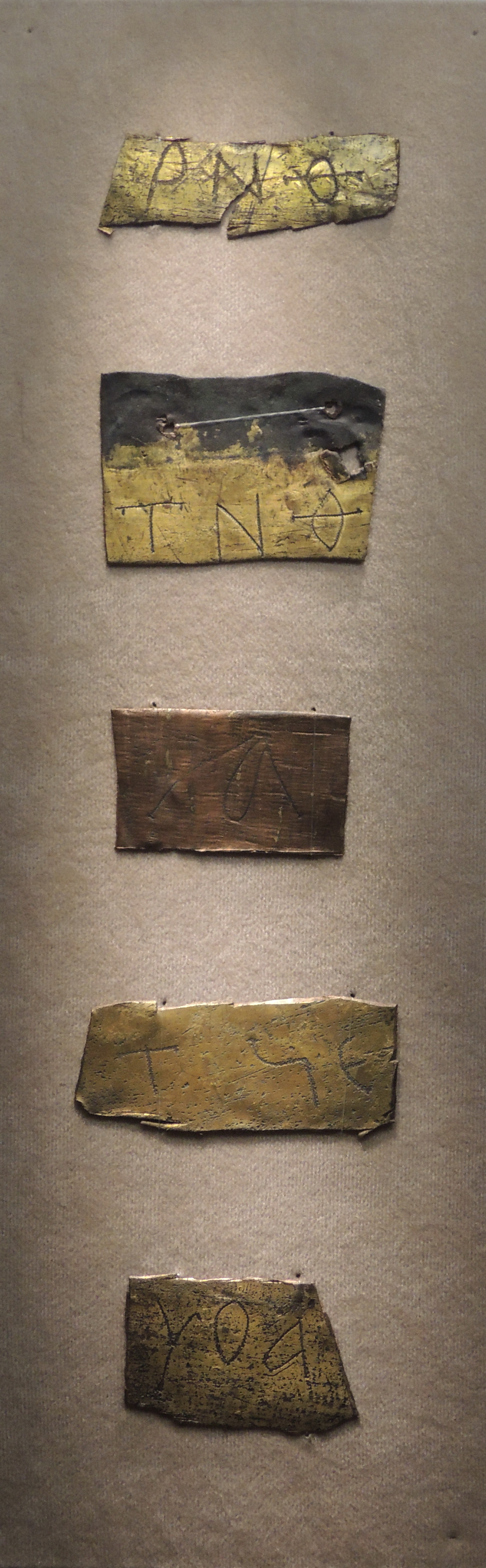
藏品
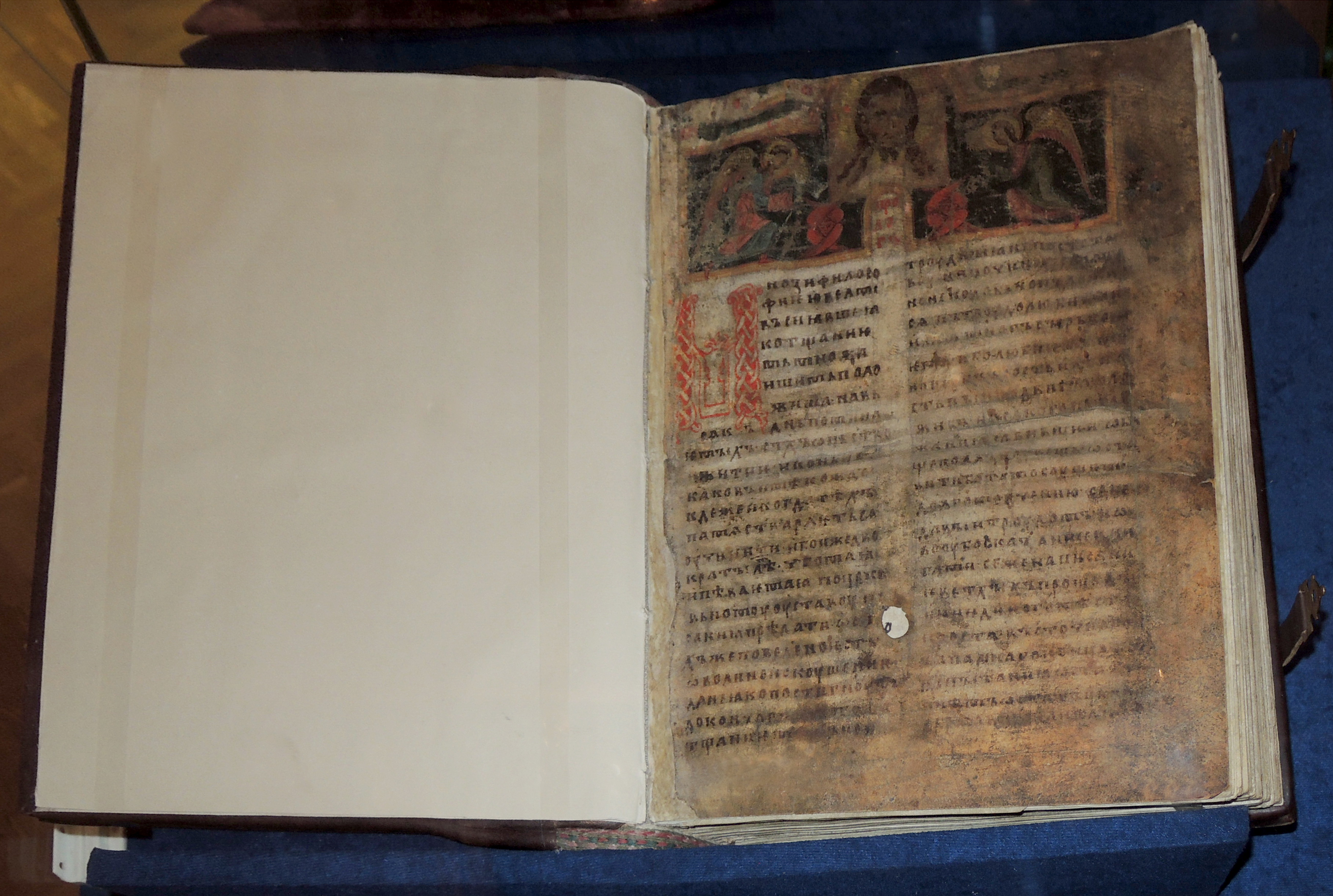
藏品